# かんざんじロープウェイ
かんざんじロープウェイは、静岡県浜松市中央区のかんざんじ駅から同区の大草山駅までを結ぶ遠州鉄道の索道（ロープウェイ）である。

## 概要
浜名湖の内湾である「内浦」を横断する形で設置されており、日本で唯一湖上を渡るロープウェイである。施設事業者は遠州鉄道であるが、同社の子会社である遠鉄観光開発が運営している。
かんざんじ駅は遊園地「浜名湖パルパル」と、大草山駅は「浜名湖オルゴールミュージアム」とそれぞれ隣接している。

## 路線データ
- 全長：723メートル[8]。
- 最大勾配：15度26分[1]
- 標高差：94メートル[1]
- 方式：3線交走式（2支索1曳索）[1][9]
- 運転速度：7メートル毎秒[1]
- 所要時間：3分45秒[1]
- 搬器（ゴンドラ）
  - 基数：2基（CWA製、1999年に更新）[1]
  - 定員：49人[1]
- 駅数：2駅（起終点駅含む）

## 料金

### 運賃
| 通常料金   | 通常料金 | 通常料金                                 |
|            | 往復     | ロープウェイ往復& ミュージアム入館セット |
| ---------- | -------- | ---------------------------------------- |
| 大人       | 1,300円  | 1,700円                                  |
| 小人       | 750円    | 850円                                    |
| 障害者料金 |          |                                          |
| 大人       | 700円    | 1,100円                                  |
| 小人       | 350円    | 550円                                    |

|      | 往復    | オルゴールセット |
| ---- | ------- | ---------------- |
| 大人 | 1,200円 | 1,600円          |
| 小人 | 600円   | 800円            |

- 乗車券購入時にえんてつカードを提出すると、110円ごとに1ポイントずつえんてつポイントが付与される[11]。

## 歴史
- 1960年（昭和35年）12月15日 - 遠鉄観光開発（旧法人）により営業開始[1][8]。
- 1999年（平成11年）4月24日 - リニューアルオープン[5][8]。
- 2011年（平成23年）10月1日 - （旧）遠鉄観光開発の遠州鉄道への合併[12]に伴い事業主が遠州鉄道へ変更。なお、（旧）遠鉄観光開発の事業で唯一新遠鉄観光開発に引き継がず、同社へは運行を委託するのみにとどまった。
- 2016年（平成28年）8月 - 台湾最大の湖・日月潭に所在するロープウェイ「日月潭䌫車」と包括的友好協定を締結[13]。

## ギャラリー

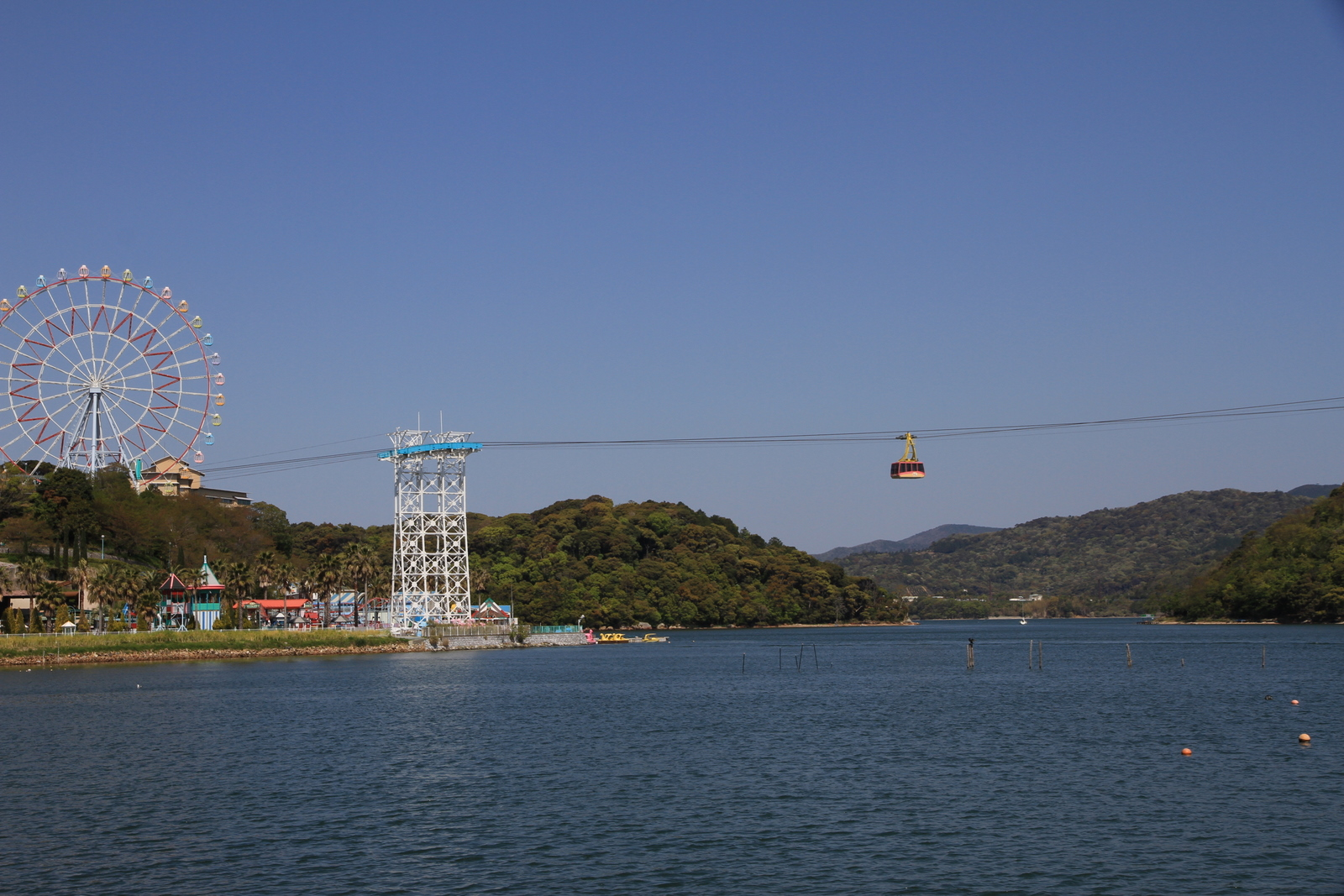
浜名湖の内浦をまたぐ かんざんじロープウェイ
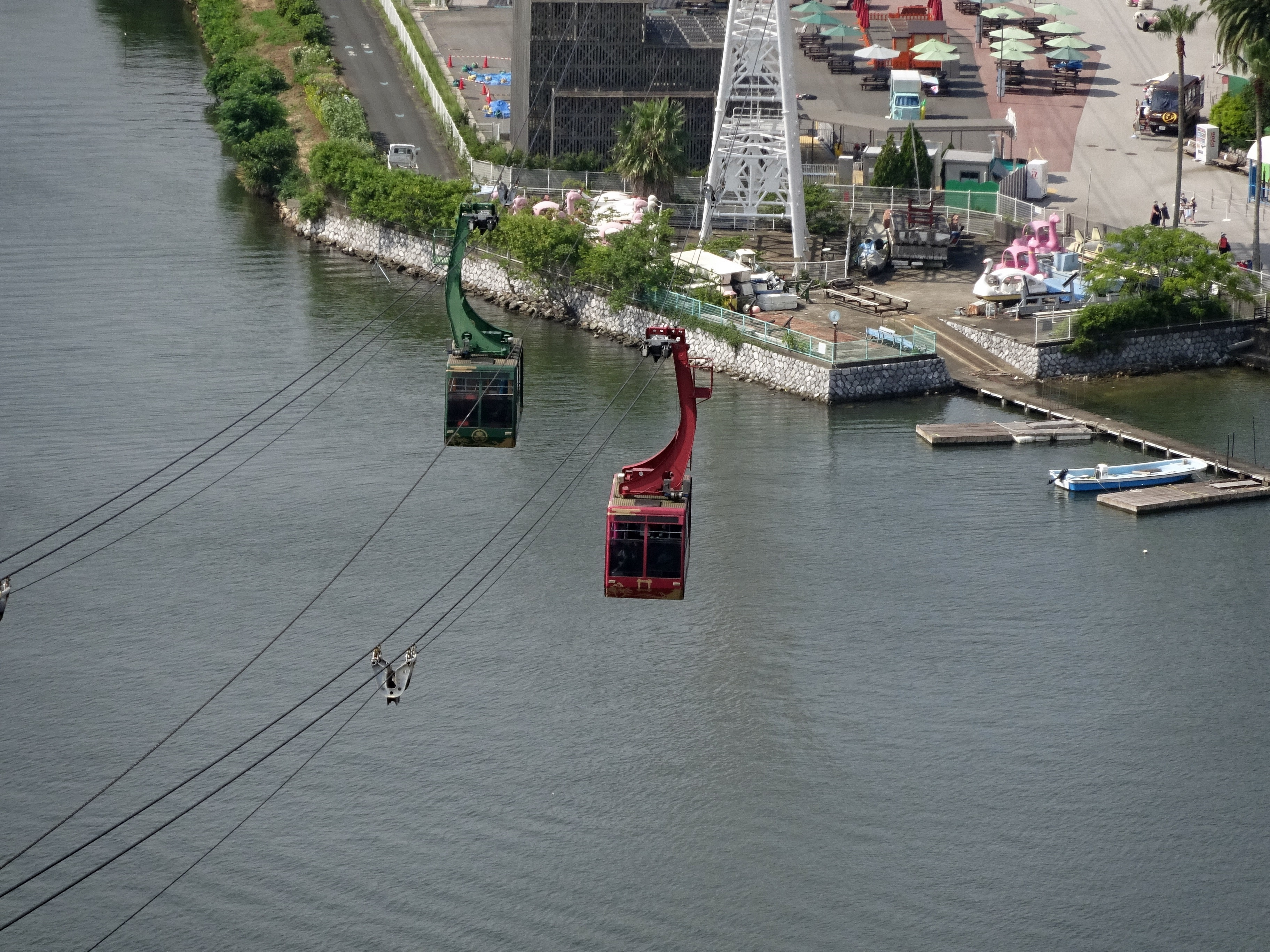
すれ違う搬器
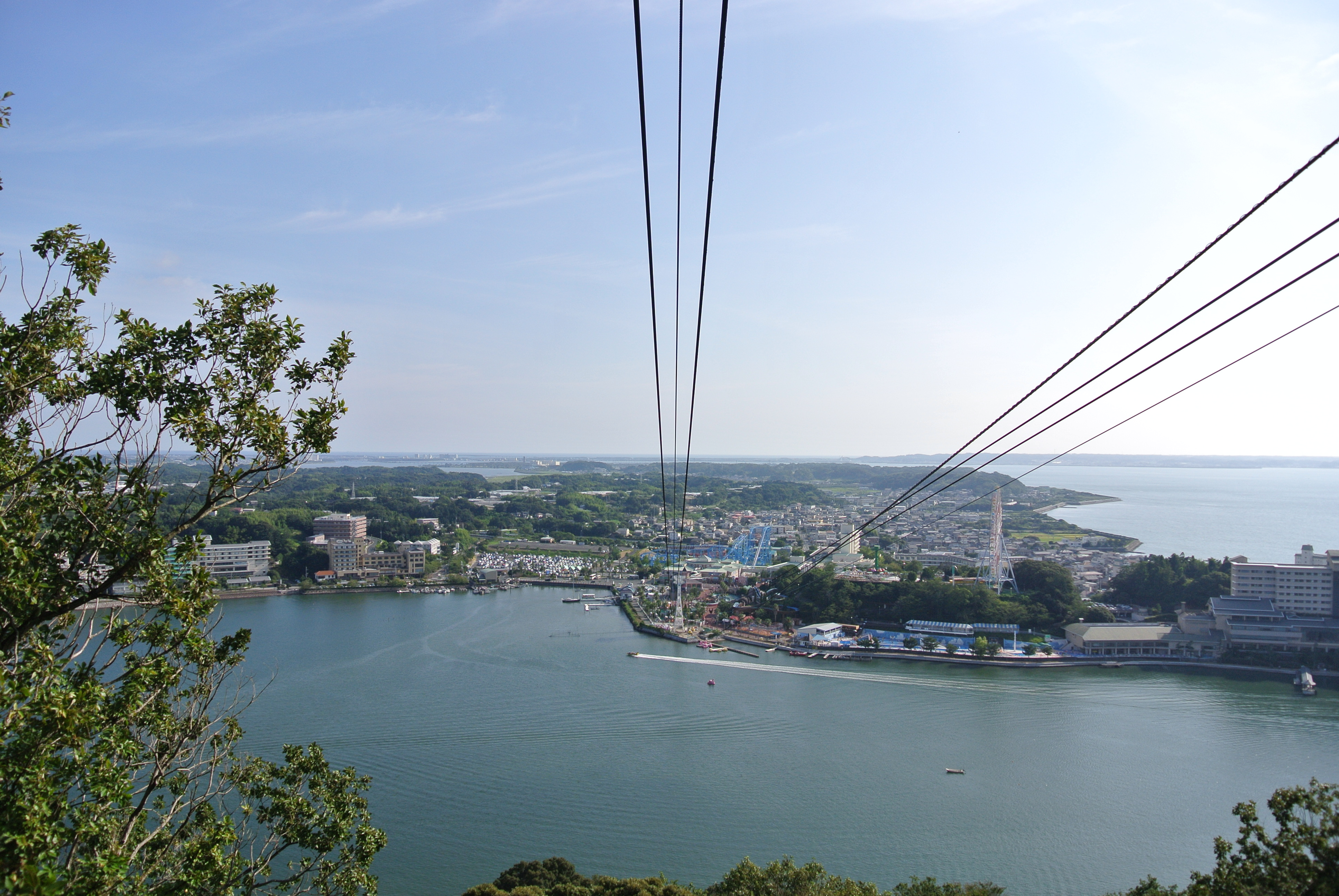
ゴンドラ内からの風景

## 駅一覧
| 駅名         | キロ程 | 所在地                                                                    |
| ------------ | ------ | ------------------------------------------------------------------------- |
| かんざんじ駅 | 0.0    | 北緯34度45分49.7秒 東経137度37分2.6秒 / 北緯34.763806度 東経137.617389度  |
| 大草山駅     | 0.7    | 北緯34度46分11.6秒 東経137度37分13.9秒 / 北緯34.769889度 東経137.620528度 |